# Tanacetopsis
Tanacetopsis es un género de plantas pertenecientes a la familia Asteraceae. Comprende 31 especies descritas y solo 22 aceptadas.

## Taxonomía
El género fue descrito por Sofja S. Kovalevskaja y publicado en Flora Uzbekistanica 6: 138. 1962.

## Especies aceptadas
A continuación se brinda un listado de las especies del género Tanacetopsis aceptadas hasta junio de 2012, ordenadas alfabéticamente. Para cada una se indica el nombre binomial seguido del autor, abreviado según las convenciones y usos:
- Tanacetopsis afghanica (Gilli) K.Bremer & Humphries
- Tanacetopsis botschantzevii (Kovalevsk.) Kovalevsk.
- Tanacetopsis czukavinae Kovalevsk. & Junussov
- Tanacetopsis eriobasis (Rech.f.) Kovalevsk.
- Tanacetopsis ferganensis (Kovalevsk.) Kovalevsk.
- Tanacetopsis goloskokovii (Poljak.) Karmysch.
- Tanacetopsis handeliiformis Kovalevsk.
- Tanacetopsis kamelinii Kovalevsk.
- Tanacetopsis karataiensis (Kovalevsk.) Kovalevsk.
- Tanacetopsis kjurendaghi Kurbanov
- Tanacetopsis korovinii Kovalevsk.
- Tanacetopsis krascheninnikovii (Nevski) Kovalevsk.
- Tanacetopsis mucronata (Regel & Schmalh.) Kovalevsk.
- Tanacetopsis pamiralaica (Kovalevsk.) Kovalevsk.
- Tanacetopsis paropamisica (Krasch.) Kovalevsk.
- Tanacetopsis pjataevae (Kovalevsk.) Karmysch.
- Tanacetopsis popovii Kamelin & Kovalevsk.
- Tanacetopsis santoana ("Krasch., Popov & Vved.") Kovalevsk.
- Tanacetopsis setacea (Regel & Schmalh.) Kovalevsk.
- Tanacetopsis submarginata (Kovalevsk.) Kovalevsk.
- Tanacetopsis subsimilis (Rech.f.) Kovalevsk.
- Tanacetopsis urgutensis Kovalevsk.